# Anuket
Anuket (Anket, gr. Anukis) – w mitologii egipskiej córka boga Chnuma i bogini Satis. 
Czczona razem z innymi bóstwami na Elefantynie w Górnym Egipcie. Była boginią pierwszej katarakty. Poświęconym jej kultowym zwierzęciem była gazela. Jej głowę zdobiła pierzasta korona.
W Muzeum Egipskim w Turynie znajduje się niewielkie drewniane sanktuarium jej poświęcone z okresu Ramzesa II (1279-1213 p.n.e.).